# 복덕방 (소설)
《복덕방》(福德房)은 일제강점기시대 소설가인 이태준의 소설이다. 1937년 《조광》(朝光)지에 처음 발간되었다.